# Австрия на зимних Олимпийских играх 1994
Австрия принимала участие в Зимних Олимпийских играх 1994 года в Лиллехамере (Норвегия) в семнадцатый раз за свою историю, и завоевала три серебряные, две золотые и четыре бронзовые медали. Сборная страны состояла из 80 спортсменвов (65 мужчин, 15 женщин).
| Австрия на олимпиаде 1994 года в Лиллехамере | Австрия на олимпиаде 1994 года в Лиллехамере                     | Австрия на олимпиаде 1994 года в Лиллехамере | Австрия на олимпиаде 1994 года в Лиллехамере | Австрия на олимпиаде 1994 года в Лиллехамере |
| Медали                                       | Спортсмены                                                       | Вид спорта                                   | Дисциплина                                   | Результат                                    |
| -------------------------------------------- | ---------------------------------------------------------------- | -------------------------------------------- | -------------------------------------------- | -------------------------------------------- |
| Золото                                       | Эмеше Хуньяди                                                    | Конькобежный спорт                           | 1 500 метров, женщины                        | 2.02,18                                      |
| Золото                                       | Томас Штангассингер                                              | Горнолыжный спорт                            | Слалом, мужчины                              | 2.02,02                                      |
| Серебро                                      | Эльфи Эдер                                                       | Горнолыжный спорт                            | Слалом, женщины                              | 1.56,35                                      |
| Серебро                                      | Эмеше Хуньяди                                                    | Конькобежный спорт                           | 3 000 метров, женщины                        | 4.18,14                                      |
| Серебро                                      | Маркус Прок                                                      | Санный спорт                                 | мужчины                                      | 3.21,584                                     |
| Бронза                                       | Андреас Гольдбергер                                              | Прыжки на лыжах с трамплина                  | мужчины                                      | 255,0                                        |
| Бронза                                       | Кристиан Майер                                                   | Горнолыжный спорт                            | Гигантский слалом, мужчины                   | 2.52,58                                      |
| Бронза                                       | Андреа Тагверкер                                                 | Санный спорт                                 | женщины                                      | 3.16,652                                     |
| Бронза                                       | Хайнц Куттин Кристиан Мозер Штефан Хорнгахер Андреас Гольдбергер | Прыжки на лыжах с трамплина                  | мужчины                                      | 918,9                                        |

## Состав и результаты олимпийской сборной Австрии

### Бобслей
Спортсменов — 9
Мужчины
| Соревнование | Спортсмены                                                    | 1 заезд   | 1 заезд | 2 заезд   | 2 заезд | 3 заезд   | 3 заезд | 4 заезд   | 4 заезд | Итоговый результат | Итоговое место |
| Соревнование | Спортсмены                                                    | Результат | Место   | Результат | Место   | Результат | Место   | Результат | Место   | Итоговый результат | Итоговое место |
| ------------ | ------------------------------------------------------------- | --------- | ------- | --------- | ------- | --------- | ------- | --------- | ------- | ------------------ | -------------- |
| Двойки       | Хуберт Шёссер Томас Шролль                                    | 52,71     | 6       | 53,02     | 4       | 52,94     | 7       | 53,26     | 8       | 3:31,93            | 5              |
| Двойки       | Курт Айнбергер Мартин Шютценауэр                              | 53,13     | 17      | 53,63     | 19      | 53,32     | 16      | 53,61     | 16      | 3:33,69            | 17             |
| Четвёрки     | Хуберт Шёссер Герхард Редль Харальд Винклер Герхард Хайдахер  | 51,76     | 2       | 52,04     | 4       | 52,23     | 5       | 52,37     | 4       | 3:28,40            | 4              |
| Четвёрки     | Курт Айнбергер Томас Бахлер Карстен Нентвиг Мартин Шютценауэр | 51,94     | 6       | 52,22     | 6       | 52,32     | 9       | 52,43     | 6       | 3:28,91            | 6              |